# Julus dalmaticus
Julus dalmaticus är en mångfotingart som beskrevs av Carl Ludwig Koch 1847. Julus dalmaticus ingår i släktet Julus och familjen kejsardubbelfotingar. Inga underarter finns listade i Catalogue of Life.